# Cesare Migliorini
Cesare Migliorini (Roma, 13 febbraio 1901 – Roma, 22 agosto 1964) è stato un dirigente sportivo e allenatore di calcio italiano.

## Carriera
Inizia la carriera guidando per una stagione il Roman in Prima Divisione, mentre dal 1926 al 1928 allena la Virtus Goliarda; successivamente, dopo aver ricoperto il ruolo di direttore sportivo prima e poi, brevemente, quello di allenatore della Lazio sul finire della stagione 1930-1931 (con bilancio di tre vittorie, un pareggio ed una sconfitta nelle cinque partite da tecnico del club capitolino), durante l'annata 1932-1933 siede sulla panchina del Terni nel campionato di Prima Divisione, la terza serie dell'epoca; nella stagione 1933-1934 passa al Perugia, con cui vince il girone B di Serie B mancando però la promozione in Serie A a seguito del sesto posto su sei squadre partecipanti nel girone finale, vinto dalla Sampierdarenese. Rimane al Perugia anche nella stagione 1934-1935, che si chiude con la retrocessione nel nascente campionato di Serie C. Passa quindi alla Catanzarese, con cui vince la Serie C 1935-1936, venendo riconfermato anche per la stagione successiva, la prima in seconda serie nella storia del club calabrese, che si conclude però con un quattordicesimo posto in classifica che comporta la retrocessione in terza serie. Nella stagione seguente allena in Serie B al Messina venendo però esonerato dopo otto giornate di campionato, chiudendo l'esperienza siciliana con un bilancio di una vittoria, tre pareggi e quattro sconfitte. Dal 1938 al 1942 torna a Roma, dove allena la MATER, in Serie C; dopo aver vinto il proprio girone senza però ottenere la promozione a causa dei piazzamenti ottenuti nel Girone Finale nella stagione 1938-1939 e nella stagione 1939-1940, nella stagione 1941-1942 la squadra romana vince il campionato, ottenendo la prima (ed unica) promozione in Serie B nella storia della società.
Dopo la Seconda guerra mondiale Migliorini passa al Brindisi, con cui nella stagione 1946-1947 conclude il campionato di Serie B all'ottavo posto in classifica. L'anno successivo è invece al Pisa, con cui ottiene un secondo posto nel girone C di Serie B, mentre nella stagione 1948-1949 allena il Siracusa, ottenendo un undicesimo posto in classifica nella serie cadetta, per la prima volta dopo la fine della guerra nuovamente a girone unico. Nella stagione 1949-1950 allena il Lecce in Serie C, venendo esonerato dopo 25 giornate di campionato.
Dopo un anno di inattività passa al Foggia, subentrando al tecnico austriaco Tony Cargnelli nella Serie C 1951-1952, campionato chiuso con la retrocessione in IV Serie del club pugliese. Dopo aver allenato per una stagione nuovamente il Pisa in Serie C torna sulla panchina del Foggia nella stagione 1953-1954, quando vince il girone G del campionato di IV Serie e chiude al quarto posto nel girone finale per la promozione in C. In seguito allena anche per due stagioni consecutive il Marsala in IV Serie e per una stagione (nella quale viene esonerato esonerato a campionato in corso) la Torres. Infine, nella parte finale della stagione 1959-1960 allena la Reggina in Serie C.

## Palmarès

### Allenatore

#### Competizioni nazionali
- Serie B: 1

Perugia: 1933-1934
- Serie C: 4

Catanzaro: 1935-1936
M.A.T.E.R.: 1938-1939 (girone G), 1939-1940 (girone G), 1941-1942
- IV Serie: 1

Foggia: 1953-1954